# NGC 7410
NGC 7410 é uma galáxia espiral barrada (SBa) localizada na direcção da constelação de Grus. Possui uma declinação de -39° 39' 44" e uma ascensão recta de 22 horas, 55 minutos e 00,6 segundos.
A galáxia NGC 7410 foi descoberta em 14 de Julho de 1826 por James Dunlop.